# قلعه شاه منصور
قلعه شاه منصور مربوط به دوران‌های تاریخی پس از اسلام است و در شهردیشموک  کهگیلویه، روستای لیراب واقع شده و این اثر در تاریخ ۲۴ فروردین ۱۳۸۲ با شمارهٔ ثبت ۸۳۲۱ به‌عنوان یکی از آثار ملی ایران به ثبت رسیده است.